# Malthonica montana
Malthonica montana là một loài nhện trong họ Agelenidae.
Loài này thuộc chi Malthonica. Malthonica montana được miêu tả năm 1993 bởi Deltshev.